# Дисульфид ванадия
Дисульфид ванадия — бинарное неорганическое соединение, соль металла ванадия и сероводородной кислоты с формулой VS2, коричневый порошок, нерастворимый в воде.

## Получение
- Добавление кислоты к раствору солей четырёхвалентного ванадия и сульфида аммония:

{\displaystyle {\mathsf {VCl_{4}+2(NH_{4})_{2}S+2H_{2}SO_{4}\ {\xrightarrow {}}\ VS_{2}\downarrow +2(NH_{4})_{2}SO_{4}+4HCl}}}

## Физические свойства
Дисульфид ванадия образует коричневые кристаллы
тригональной сингонии, пространственная группа P 3m1, параметры ячейки a = 0,3348 нм, c = 0,6122 нм, Z = 1.